# District de Daan
Ne doit pas être confondu avec District de Da'an.

Localisation du district de Daan

Le district de Daan (chinois traditionnel : 大安區; ; pinyin : Dà'ān Qū ; Wade : Ta-an Chü) est l'un des douze districts de Taipei.

## Histoire
Le district tire son nom du village Daiwan (Chinois : 大灣; Pe̍h-ōe-jī: Tāi-ôan) qui se trouvait près de l'intersection entre Xinyi Road et Fuxing S. Road. Au XIXe siècle, sous la dynastie Qing, la localité a été renommée en "Da'an" (大安; pinyin: Dàān; Pe̍h-ōe-jī: Tāi-an; littéralement: "grande paix), un nom à la prononciation identique mais à la signification plus favorable. 
Sous la domination japonaise, le village de Da'an fusionne avec les localités voisines de Nishikichō (錦町), Fukuzumichō (福住町), et Shōwachō (昭和町).
En 1945, après la Seconde guerre mondiale, le district de Da'an est créé, centré sur le village de Da'an dont il tire son nom. 

## Géographie
Da'an est délimitée à l'est par Guangfu South Road, Keelung Road et Heping East Road ; au sud par Neipu, Fuzhou et Toad Hills ; à l'ouest par Roosevelt Road, Hangzhou South Road, Xinyi Road et Xinsheng South Road; et au nord par Civic Boulevard. Il est bordé à l'est par le district de Xinyi, au sud par le district de Wenshan, à l'ouest par le district de Zhongzheng, au nord-ouest par le district de Zhongshan et par le district de Songshan au nord-est.

## Éducation
Da'an abrite trois grandes universités nationales : l'Université nationale de Taïwan (Taiwan National University ou NTU), l'Université nationale des sciences et des technologies de Taiwan (National Taiwan University of Science and Technology) et l'Université nationale normale de Taïwan (National Taiwan Normal University ou NTNU). Ces deux dernières universités sont réputées pour leurs programmes scientifiques (notamment d'ingénierie). La faculté de médecine de NTU est également très prestigieuse et se trouve dans le district de Zhongzheng.
L'Université nationale des sciences et des technologies de Taïpei (National Taipei University of Technology), l'Université nationale d'éducation de Taïpei (National Taipei University of Education) et le lycée affilié à l'Université nationale normale de Taïwan (Affiliated Senior High School of National Taiwan Normal University) se trouvent également dans ce district.

## Commerces
Da'an possède de nombreuses zones commerçantes. Autour de Zhongxiao East Road, Dunhua South Road et des ruelles avoisinantes se trouvent de nombreux magasins de prêt-à-porter, des restaurants variés ainsi que plusieurs grands magasins, dont le Pacific Sogo, le Breeze Center, le Ming Yao Department Store et l'Eslite Bookstore. Certains marchés sont spécialisés, comme par exemple le Jianguo Holiday Jade Market (produits en jade) ou le Guanghua Computer and Electronics Market (matériel informatique). 
Les marchés nocturnes les plus célèbres de Da'an sont le marché nocturne de Tonghua, à l'est du district, et le marché nocturne de Shida, à l'ouest, près de l'Université nationale normale de Taïwan. En raison de sa proximité avec plusieurs universités, le quartier du marché nocturne de Shida est un lieu de vie étudiante particulièrement actif. Yongkang Road est également populaire pour ses restaurants et abrite notamment le restaurant originel de la chaîne Din Tai Fung.

## Autres lieux d'intérêt
Parmi les autres lieux d'intérêt, citons le parc de Da'an, construit sur des terres autrefois dédiées aux officiers militaires et leurs familles. Il occupe une superficie de 26 hectares et comprend un amphithéâtre, un skate-parc, des étangs, des pavillons, ainsi qu'un terrain de jeu pour les enfants. 
Notons également la présence dans le quartier du Centre culturel mongol et tibétain, du Jut Art Museum, du Taiwan Contemporary Culture Lab, du Taipei Hakka Culture Hall, du centre d'art Mind Set, du centre commémoratif Wang Yun-wu, de Fanglan Mansion, ou encore de la Grande Mosquée de Taïpei. 
Les musées les plus remarquables sont le musée des archives, le musée de l'Université nationale d'éducation de Taipei et le musée de zoologie.

## Transports
Da'an est un des quartiers les mieux desservis par les transports en commun de Taïpei. Les lignes Wenshan, Nangang, Xindian, Xinzhuang, Xinyi et Zhonghe possèdent toutes des stations dans le district. Quatorze stations y sont situées : Mémorial Sun Yat-Sen, Zhongxiao Dunhua, Zhongxiao Fuxing, Zhongxiao Xinsheng, Parc Daan, Daan, Xinyi Anhe, Technology Building, Liuzhangli, Linguang, Dongmen, Guting, Taipower Building et Gongguan. La ligne Songshan a la moitié de ses stations situées dans le district.